# ایلان کبال
ایلان کبال (انگلیسی: Ilan Kebbal؛ زادهٔ ۱۰ ژوئیهٔ ۱۹۹۸) بازیکن فوتبال اهل فرانسه است.